# Міжнародна Федерація Товариств Червоного Хреста і Червоного Півмісяця
Міжнародна Федерація Товариств Червоного Хреста і Червоного Півмісяця (МФЧХ) — гуманітарна організація, яка є частиною Міжнародного руху Червоного Хреста і Червоного Півмісяця разом з Міжнародним комітетом Червоного Хреста та 186 національними товариствами. Заснована в 1919 році і знаходиться в Женеві, Швейцарія. Займається координацією національних товариств для того щоб «покращити життя уразливих людей, мобілізувавши сили гуманості».

## Діяльність та обов'язки
Міжнародна Федерація Товариств Червоного Хреста і Червоного Півмісяця координує діяльність національних товариств Червоного Хреста і Червоного Півмісяця в усьому світі. МФТЧК і ЧП разом з МФЧХ підтримує заснування нових національних товариств у країнах, де офіційно не існує жодного товариства. Національне товариство приймається в члени МФЧХ тільки після визнання його. МФЧХ співпрацює з національними товариствами постраждалих країн, які називаються приймаючими національними товариствами (HNS), а також з національними товариствами інших країн, які готові запропонувати допомогу, які називаються партнерськими національними товариствами (PNS). Серед 190 національних товариств, допущених до Генеральної Асамблеї МФТЧК і ЧП як повноправних членів або спостерігачів, близько 25-30 регулярно працюють як НТК в інших країнах. Найбільш активними є Американський Червоний Хрест, Британський Червоний Хрест, Німецький Червоний Хрест, Товариства Червоного Хреста Швеції та Норвегії. Іншою важливою місією МФЧХ, яка привернула увагу в останні роки, є його прагнення працювати над кодифікованою, всесвітньою забороною використання наземних мін, а також надавати медичну, психологічну та соціальну підтримку людям, які постраждали від наземних мін.

### 2023
1 грудня 2023 року, пресслужба МФЧХ повідомила, що білоруське товариство Червоного Хреста виключили з Міжнародної Федерації товариств Червоного Хреста і Червоного Півмісяця за причетність до депортації українських дітей. У федерації також повідомили, що білоруський Червоний Хрест позбувається своїх прав члена, втрачає фінансування і не зможе брати участь у Генасамблеї МФЧХ, а також голосувати або бути обраним на будь-яких статутних зборах МФЧХ. У листопаді 2023 року було опубліковано дослідження Єльського університету, згідно з яким, від початку російського вторгнення в Україну, до Білорусі було вивезено понад 2400 українських дітей віком від шести до 17 років.